# Sử dụng thuốc hàng loạt
Việc sử dụng thuốc cho toàn bộ dân số không phân biệt tình trạng bệnh được gọi là sử dụng thuốc hàng loạt (mass drug administration - MDA).
Bài viết này mô tả việc sử dụng thuốc chống sốt rét cho toàn bộ dân số một biện pháp can thiệp đã được sử dụng như một biện pháp phòng chống sốt rét trong hơn 70 năm. Các đề xuất gần đây để loại bỏ hoặc thậm chí loại trừ bệnh sốt rét đã dẫn đến một mối quan tâm mới trong việc sử dụng thuốc hàng loạt ở các khu vực có tỷ lệ lưu hành sốt rét rất cao. Thuốc đã được sử dụng trực tiếp như một liệu trình điều trị đầy đủ hoặc gián tiếp thông qua việc tăng cường muối. Các cơ quan sử dụng thuốc hàng loạt nói chung không thành công trong việc gián đoạn lây truyền, nhưng, trong một số trường hợp, có ảnh hưởng rõ rệt đến tỷ lệ nhiễm ký sinh trùng và tỷ lệ mắc bệnh sốt rét lâm sàng. MDAs có khả năng khuyến khích sự lây lan của ký sinh trùng kháng thuốc và do đó chỉ có vai trò hạn chế trong kiểm soát sốt rét. Họ có thể có một phần đóng vai trò trong việc quản lý dịch bệnh và kiểm soát bệnh sốt rét ở những khu vực có mùa truyền bệnh rất ngắn. Để giảm nguy cơ lây lan kháng thuốc, các MDA nên sử dụng nhiều hơn một loại thuốc và tốt nhất là bao gồm một loại thuốc, như artemisinin, có tác dụng đối với giao tử. Việc sử dụng thuốc hàng loạt ít được chấp nhận ở những vùng có độ lưu hành sốt rét thấp.
Một ví dụ khác về sử dụng thuốc hàng loạt là tẩy giun hàng loạt ở trẻ em để loại bỏ nhiễm giun sán (giun đường ruột).

## Bối cảnh và lịch sử
Các báo cáo về các nỗ lực kiểm soát bệnh sốt rét thông qua điều trị hàng loạt bằng thuốc chống sốt rét có từ ít nhất là năm 1932. Vào những năm 1950, WHO đã bao gồm việc sử dụng thuốc hàng loạt (MDA) của thuốc chống sốt rét như một công cụ để loại trừ bệnh sốt rét 'trong các điều kiện đặc biệt khi thông thường kỹ thuật điều khiển đã thất bại. Năm 1971, ủy ban chuyên gia về sốt rét của WHO vẫn khuyến nghị MDA trong những trường hợp đặc biệt. Sau đó, MDA có liên quan đến sự xuất hiện của kháng thuốc và lợi ích chung của nó đã bị nghi ngờ. Đồng thời, mục tiêu loại trừ bệnh sốt rét đã được thay thế bằng một trong các biện pháp phòng ngừa bệnh tật và tử vong do sốt rét thông qua việc cung cấp phương pháp điều trị hiệu quả. Xem xét lợi ích ngắn hạn của việc quản lý thuốc hàng loạt, một sửa đổi đã được lặp lại trong việc sử dụng thuốc hàng loạt dẫn đến sự phát triển của liệu pháp phòng ngừa gián đoạn.